# (100117) 1993 KM1
(100117) 1993 KM1 es un asteroide perteneciente al cinturón de asteroides, descubierto el 25 de mayo de 1993 por el equipo del Spacewatch desde el Observatorio Nacional de Kitt Peak, Arizona, Estados Unidos.